# Углегорский
Углегорский (с 1961 по 2004 год — рабочий посёлок) — посёлок в Тацинском районе Ростовской области.
Административный центр и единственный населённый пункт Углегорского сельского поселения.

## География
Расположен в 6 км от железнодорожной станции Тацинская (на линии Волгоград — Лихая).

### Улицы
| - пер. Зелёный, - пер. Красноармейский, - пер. Матросова, - пер. Новоселов, | - пер. Олега Кошевого, - пер. Октябрьский, - пер. Пионерский, - пер. Почтовый, | - пер. Советский, - пер. Строительный, - пер. Школьный, - пер. Ясинецкого, | - ул. Гагарина, - ул. Мира, - ул. Нечаева, - ул. Степная. |

## История
С 1961 года — посёлок городского типа. В 2004 году был преобразован в сельский населённый пункт (посёлок).
В советское время был процветающим рабочим поселком, но с распадом СССР многие предприятия закрылись.

## Население
| 1970  | 1979  | 1989  | 2002  | 2010  | 2012  | 2013  |
| ----- | ----- | ----- | ----- | ----- | ----- | ----- |
| 3632  | ↘3127 | ↘3019 | ↘2489 | ↘2367 | ↘2307 | ↘2249 |
| 2014  | 2015  | 2016  | 2017  | 2018  | 2019  | 2020  |
| ↘2247 | ↘2196 | ↘2181 | ↗2205 | ↘2174 | ↘2103 | ↘2078 |
| 2021  |       |       |       |       |       |       |
| ↘2039 |       |       |       |       |       |       |

## Известные уроженцы
Сердюков Андрей Николаевич (род. 1962) — российский военный.

## Инфраструктура
В посёлке расположены: цементный завод, банк, больница, библиотека, дом культуры, ресторан, магазины.